# 착신아리 파이널
《착신아리 파이널》(일본어: 着信アリ ファイナル 차쿠신아리 파이나르[*])은 2006년 6월 22일에 개봉한 일본의 공포 영화이다.

## 줄거리
고등학교 여학생인 '팸'(PAM)은 그녀의 같은 반 친구들로부터 심한 괴롭힘을 당하다가 견디지 못해 결국 목을 매어 자살을 시도하나, 이를 발견한 다른 사람들에 의해 구조되어 병원으로 후송되었지만 코마 상태에 빠진다. 역시나 괴롭힘을 당했던 그녀의 친한 친구인 마츠다 아스카는 대한민국 부산으로 수학 여행을 간 학교 친구들에게 복수할 계획을 세운다. 그녀는 컴퓨터를 사용하는데, 교실 친구들의 사진을 띄운 뒤 친구들의 얼굴을 하나 하나 클릭하면서 착신아리의 저주가 담긴 메시지를 보낸다. 최초의 희생자는 쿠스노키 아즈사이다; 아즈사는 그녀가 목매어 죽은 사진이 있는 메시지를 받는다. 부산에서, 아즈사는 혼잡한 시장에서 친구들과 있다가 서로 떨어지게 되는데, 그 때, 올가미가 작동하여 그녀를 붙잡아 목을 매고, 결국 죽음을 당한다. 잠시 후 아즈사의 목에서 빨간색 사탕이 나온다. 다음으로, 미카미 테루야 역시 다음 메시지를 받는데, 다만 다른 점이 있다면 그 메시지에는 "전송하면 죽지 않아"(영어: Death exempt by forwading the message, 일본어: 電送スレバ死ナナイ 덴소 스레바 시나나이[*])라고 쓰여져 있었다는 점이다. 즉, 받은 사람이 1회에 한하여 다른 사람에게 그 메시지를 보내면 그걸 받은 다른 사람이 사망하고 보낸 사람은 죽지 않는다는 뜻이다. 그는 어깨를 으쓱하면서 화장실로 가는데, 그 순간 느슨해진 전화선이 그를 감전시켜 결국 그 역시 죽음을 당한다. 점점 더 많은 학생들이 메시지를 받기 시작하고, 이들은 친구들의 생명을 대가로 메시지를 재전송하는 데 열을 올린다.
아스카의 친한 친구이자 말을 할 수 없는 남자친구 안진우가 있는 쿠사마 에미리는 그녀가 하는 행동을 멈추게 하기 위해 그녀에게 전화하지만, 소용이 없었다. 둘은 저주가 천식으로 사망한 미즈누마 미미코로부터 유래했다는 것을 알게 된다. 에미리는 진우에게 '팸'이 아스카의 별명이며 이는 그녀의 교실에서의 상태를 표현하는 말이라고 말하며('스팸'(spam)에서 따 온 말임), 현재의 아스카가 그녀를 사칭하고 있다고 말한다. 그녀는 또한 진우에게 아스카가 에미리를 비호했다는 이유로 에미리 자신에 이어 새로운 이지메의 표적이 되었다고 말한다. 진우의 조언을 받아들여, 에미리는 아스카에게 용서를 구하는데, 그게 코마 상태에 빠졌던 진짜 아스카를 깨운다.
저주의 근원이 아스카의 컴퓨터라는 사실을 깨닫자, 에미리와 진우는 컴퓨터 내에 있는 전자 우편의 수신함에 과부하를 걸기 위해, 대한민국과 일본에 뉴스를 퍼트리는 그들의 친구들의 도움을 받아, 대량의 전자 우편을 보내기 시작한다. 그러는 와중에, 아스카가 집에 돌아왔을 때, 에미리의 컴퓨터가 아스카의 컴퓨터에 동시에 연결된다. 둘은 서로 대화하지만, 에미리가 저주받은 메시지를 받았을 때, 둘은 그들이 재학 중인 학교의 서로 다른 곳에 전송된다. 아스카가 미미코가 건네 준 빨간색 사탕을 삼켜 자살하려는 광경을 본 에미리는 함께 해안을 가자는 서로의 약속을 다시 상기시키면서 표적을 아스카가 아닌 자기 자신으로 바꿔달라고 한다. 그러나 미미코가 그러기 전에, 이미 48,000여 통 이상의 전자 우편을 받은 아스카의 컴퓨터에 과부하가 걸리고, 결국 아스카가 사탕을 깨물면서 사탕이 깨짐과 동시에 컴퓨터가 폭발하며, 둘은 다시 원래의 장소로 돌아온다. 에미리와 헤어지던 중, 진우는 아직 저주가 남아 있던 에미리의 휴대 전화를 빼앗고, 공포에 질린 에미리가 보는 가운데 숨을 거둔다. 이 때문에 에미리는 말하는 능력과 보행력을 잃어버린다. 얼마 후, 에미리와 (진짜) 아스카는 약속했던 대로 해안을 방문한다.

## 한국어 더빙 성우진(KBS)
- 이선 - 에밀리(쿠로키 메이사)
- 임주현 - 아스카(호리키타 마키)
- 문선희 - 미즈에(하시모토 마미) / 쇼노다(요시코 노다)
- 서문석 - 키베 선생(이타오 이츠지)
- 조진숙 - 미노리(아사쿠라 에리카)
- 민지 - 아즈사(미호 아마카와)
- 신소윤 - 학생(츠네요시 리에)
- 윤세웅 - 학생(유타 무라카미)
- 김혜주 - 학생(나이토 아리사)
- 위훈 - 학생(야마가타 타카시)
- 임채헌 - 테루야(야마네 카즈마)
- 최정호 - 학생(이시다 유타)
- 유호한 - 학생(타카노리 가와모토)
- 권연희 - 마리(카미와키 유)
- 손정성 - 타케이로(타카시 야마가타)
- 최창석 - 신이치(토치하라 라쿠토)